# Lewis David de Schweinitz
Lewis David de Schweinitz, de asemenea, Lewis David von Schweinitz sau Ludwig David von Schweinitz, (n. 13 februarie 1780 Bethlehem, Pennsylvania - d. 8 februarie 1834 Bethlehem, Pennsylvania) a fost un botanist, micolog și desenator american de origine germană precum șeful Fraților Moravi din America de Nord. Datorită activității sale micologice extinse, el este considerat fondatorul micologiei moderne în America de Nord care a adus contribuții semnificative și la botanică. Abrevierea numelui său în cărți științifice este Schwein..

## Familie
Lewis David von Schweinitz s-a născut ca strănepot al fondatorului Fraților Moravi, Nikolaus Ludwig, Conte Imperial de Zinzendorf și Pottendorf în așezarea fraților în Bethlehem (Pennsylvania). Părinții săi au fost Hans Christian Alexander von Schweinitz (n. 17 octombrie 1740 – d. 26 februarie 1802) și Anna Dorothea Elisabeth (n. 25 aprilie 1754 – d. 10 mai 1813), fiica baronului Johann Michael von Watteville și a contesei Benigna von Zinzendorf. Tatăl său a fost administrator al proprietăților Bisericii Morave din America de Nord.
Lewis s-a căsătorit la 24 mai 1812 în Niesky cu Luise Amalie Le Doux (n. 18. Mai 1791 - d. 28 octombrie 1858), de origine franceză, a cărei familie a locuit însă în Stettin. Soții au avut patru fii, anume pe Emil Adolphus (1816-1879), Robert William (1819-1901), Edmund Alexander (1825-1887) și Bernhard Eugen (1828-1854).

## Biografie

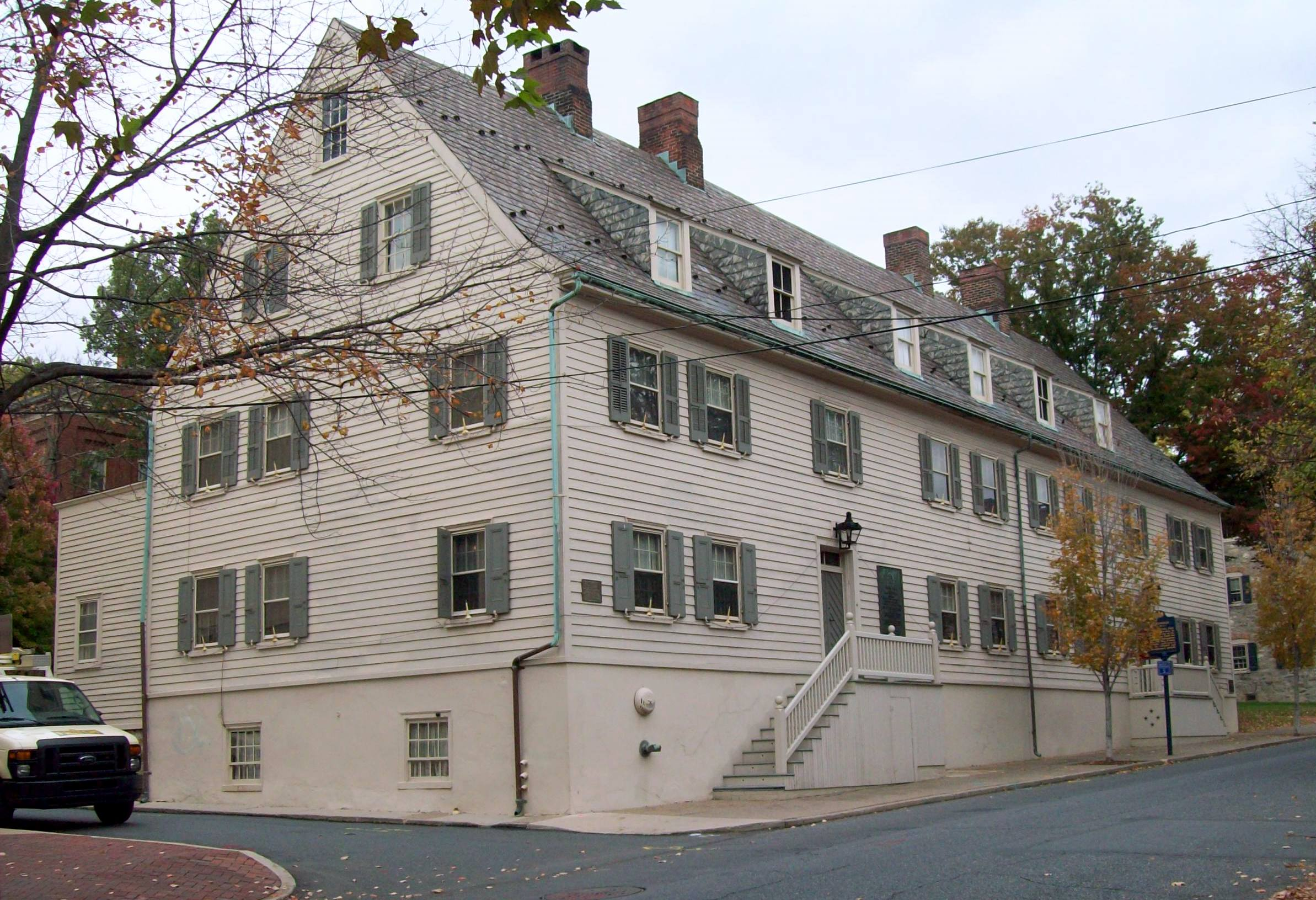
Bethlehem: Casa lui Schweinitz

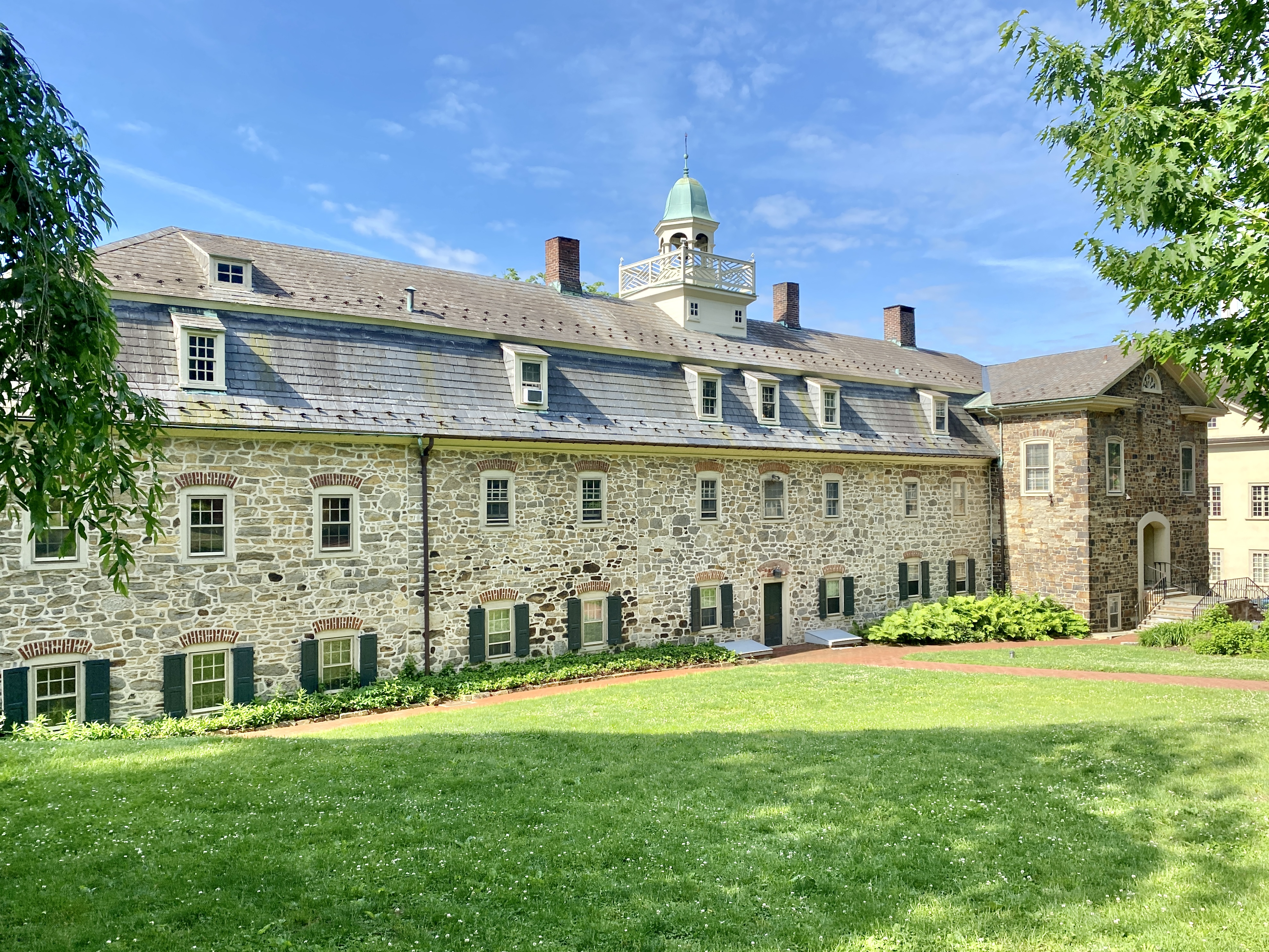
Bethlehem: Bell House, constr. de Frații Moravi în 1746

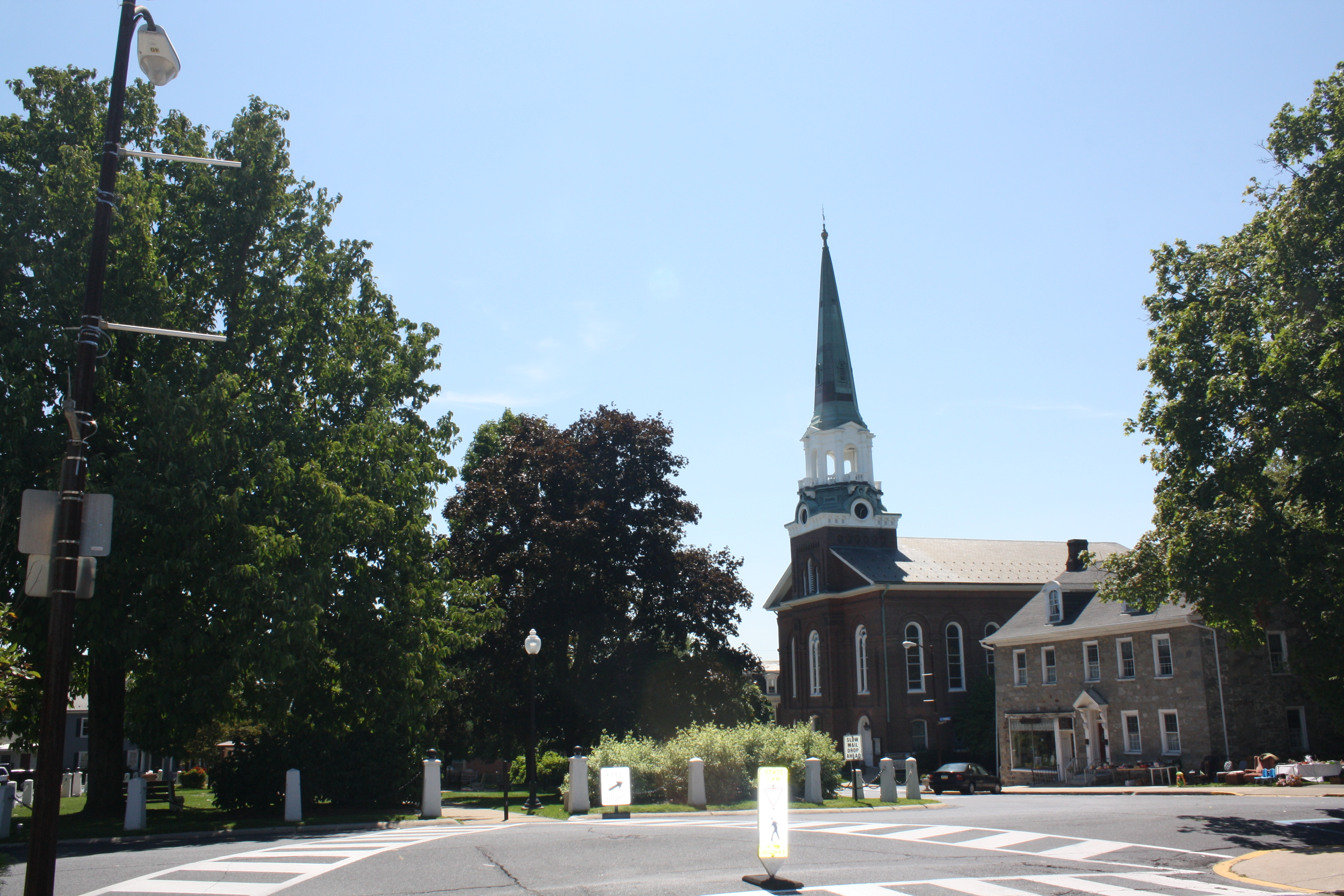
Nazareth: biserica moravilor

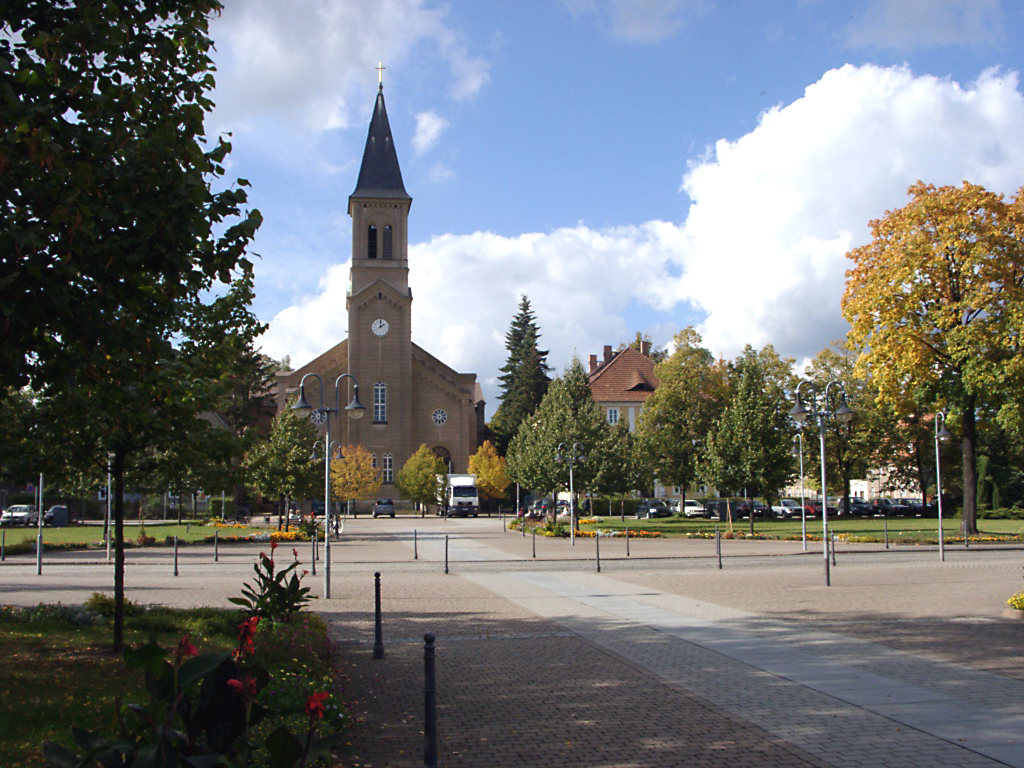
Niesky: biserica moravilor

Din 1787, Schweinitz a urmărit școala în instituția comunității Fraților Moravi din Nazareth, Pennsylvania, educat de Samuel G. Kramsch, unde a rămas timp de unsprezece ani, fiind un elev de succes și harnic. Deja în acest timp a început să se intereseze pentru botanica. În 1798, a urmat părințiilor săi în Germania.

### Teologul
Tot în 1798, Schweinitz s-a înscris la Seminarul Teologic Morav din Niesky (Saxonia), urmărind cursurile în teologie și botanică ale profesorului Johannes Baptista von Albertini (1769-1831) care l-a introdus și în materia micologiei. După absolvirea studiilor în 1801, a fost numit profesor la Academia Moraviană din Niesky. În această perioadă a predat și a predicat nu numai la Niesky, ci, de asemenea, în diferite școli din Moravia și Germania, astfel de exemplu la Gnadenberg în Silezia (1807-1808) și la Gnadau (1808-1812). A fost hirotonit diacon în 1808. 
În 1812, un angajament de lucru în Statele Unite ale Americii l-a condus pe o rută prin Danemarca și Suedia, pentru a evita operațiunile lui  Napoleon. După ce s-a întors în America, a preluat  funcția de administrator al bisericii în Salem, Carolina de Nord. Din 1821 până la moartea sa în 1834 a condus biserica moravă din Carolina de Nord, dar a fost în același timp și pastor în Bethlehem (SUA).

### Omul de știință

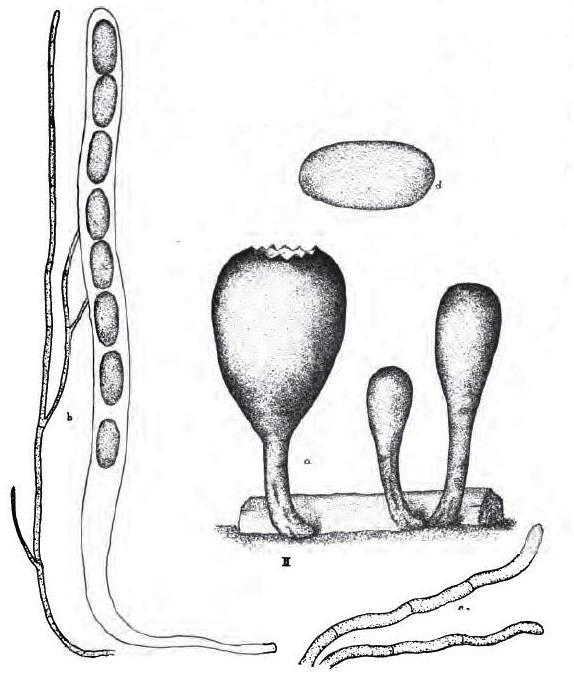
Schweinitz: Urnula

Schweinitz s-a interesat și pentru regnul plantelor, dar, motivat de profesorul lui Johannes Baptista von Albertini, a dat prioritatea la cercetarea ciupercilor. În plus, a fost un ilustrator desăvârșit și a creat printuri în acuarelă și desene cu subiecte botanice care i-au completat munca descriptivă. El a devenit fondatorul micologiei în America și a fost primul care a subliniat importanța sistematică a culorii sporilor la Agaricales (ciuperci cu lamele). Singur cele trei lucrări ale lui Schweinitz despre ciupercile americane conțin în total 4.491 de specii. Dintre acestea, 1.533 au fost descrise ca noi, însă plus a determinat și 10 genuri noi.
În 1805, a publicat opera Conspectus Fungorum in Lusatiae superioris agro Nieskiensi crescentium e methodo Persooniana („Observarea ciupercilor din Silezia Luzaciană care cresc pe câmpurile din jurul lui Niesky, după metoda lui Persoon”) în colaborare cu fostul său profesor Johannes Baptista von Albertini. Dar nu numai pentru că a desenat plăcile lucrării, trebuie considerat autorul real al lucrării, ci, de asemenea, având în vedere activitatea sa ulterioară în domeniul micologiei. Această lucrare vastă conține 1130 de specii cu ilustrații pictate de el, dintre care 127 pe atunci noi.
Călătoria peste Danemarca și Suedia din 1812 i-a permis să se întâlnească cu unii dintre cadrele universitare de la Universitatea Kiel din Holstein, unde a primit un doctorat onorific: „în absență, pentru munca sa de administrator, pentru cultivarea științelor naturale și pentru privirea de ansamblu (Conspectus)”.
În 1817, Schweinitz a fost ales membru al American Philosophical Society.
Schweinitz a fost ales membru al „Societății Filosofice Americane” în 1817.
Membrul al diferitelor societăți învățate din Statele Unite, Germania și Franța a fost ales președinte al Universității din Carolina de Nord, onoare pe care a refuzat-o pentru că presupunea renunțarea la munca în Biserica Moraviană. În 1821 s-a întors în satul natal din Pennsylvania și și-a continuat studiile până la moartea sa.
Rezultatele cercetării sale micologice în regiunea Salem aveau să fie publicate ulterior ca Synopsis Fungorum Carolinae Superioris în 1822. Această lucrare a fost editată de Christian Friedrich Schwaegrichen care, dintr-o eroare a tipografiei, a fost denumită greșit pe pagina de titlu. Identitatea editorului a fost o sursă de confuzie de atunci. Sinopsisul a fost publicat fără știrea lui Schweinitz: în 1818, el dăduse pur și simplu o listă cu ciuperci din Carolina de Nord unui prieten din Leipzig. Când a primit în mod neașteptat tipărituri ale lucrării publicate patru ani mai târziu, a fost surprins, dar mulțumit. Sinopsisul a enumerat 1.373 de specii de ciuperci și a numit și descris 320 de specii noi. Aceste descoperiri noi au inclus specii cunoscute actual pe scară largă ca de exemplu Lactarius indigo, Cantharellus cinnabarinus sau Hypomyces lactifluorum.
Synopsis Fungorum Carolinae Superioris (1822) împreună cu Synopsis Fungorum in America Borealis (1832) sunt studiile sale de referință în istoria micologiei. În opera sa din 1832, el a descris încă odată peste 3.000 de specii de ciuperci, mai mult de jumătate fiind specii noi pentru știință.
Lewis David von Schweinitz a locuit în casa ce fusese construită ca „Casa Dr. Samuel Benjamin Vierling”, (care este acum o clădire expozițională deschisă pentru tururi publice) unde a murit surprinzător la 8 februarie 1834 asupra unei lucrări neterminată în curs de desfășurare.
Cu drept este considerat fondatorul micologiei moderne în America de Nord. Ierbarul său care a cuprins la momentul morții sale cea mai mare colecție privată de plante din Statele Unite de peste 23.000 exemplare, după ce a și cumpărat ierbarul lui William Baldwin (1779-1819), l-a lăsat moștenire „Academiei de Științe Naturale” din Philadelphia. Locul său de naștere, Gemeinhaus-Lewis David de Schweinitz Residence, este astăzi un reper istoric național în Bethlehem, Pennsylvania.
Referințe pentru biografie:

## Taxoni denumiți în onoarea lui Schweinitz
| - Schweinitzia, gen, Grev., 1823 (Agaricaceae) - Schweinitzia, gen, Massee, 1895 (Hyaloscyphaceae) - Schweinitziella Speg., 1888 (Trichosphaeriaceae) - Bacidia schweinitzii, lichen, (Fr. ex Tuck.) A.Schneid., 1898 (Ramalinaceae) - Biatora schweinitzii, lichen, Fr. ex Tuck., 1853 (Ramalinaceae) - Biscogniauxia schweinitzii Y.M.Ju & J.D.Rogers, 1998 (Xylariaceae) - Botrytis schweinitzii Sacc., 1886, o anamorfă (Botryotinia) - Capnodium schweinitzii Berk. & Desm., 1849, (Capnodiaceae) - Polychaetella schweinitzii (Berk. & Desm.) Speg., 1918, o anamorfă (Capnodium) - Cenangium schweinitzii Sacc., 1889, (Helotiaceae) - Chlorosplenium schweinitzii Fr. 1849, (Dermateaceae) - Coilomyces schweinitzii Berk. & M.A.Curtis, 1854, azi Geastrum schweinitzii, Zeller, 1948 (Geastraceae) - Cytospora schweinitzii Sacc., 1889, o anamorfă (Valsa) - Dothidea schweinitzii Berk. & M.A. Curtis, 1854, azi Montagnella schweinitzii, Sacc., 1883 (Dothideomycetes) | - Fusarium schweinitzii Ellis & Harkn., 1881, o anamorfă (Gibberella) - Grandinia schweinitzii Bres., 1926 (Agaricomycetidae) - Helianthus schweinitzii, plantă, Torr. & A.Gray, 1842 (Asteraceae) - Hydnum schweinitzii Berk. & M.A.Curtis, 1856 (Hydnaceae) - Irpex schweinitzii Berk. & M.A.Curtis, 1873 (Meruliaceae) - Isaria schweinitzii Sacc., 1886, o anamorfă (Cordycipitaceae) - Lentinus schweinitzii Fr., 1828 (Polyporaceae) - Lophodermium schweinitzii M.Wilson & N.F.Robertson, 1947 (Rhytismataceae) - Macropodia schweinitzii Sacc., 1889 (Helvellaceae) - Merisma schweinitzii Lév., 1846 [([Thelephoraceae]]) - Peniophora schweinitzii Massee, 1889 (Peniophoraceae) - Peniophora schweinitzii Sacc. & P.Syd., 1899 (Peniophoraceae) - Peziza schweinitzii Auersw., 1868 (Pezizaceae) - Phyllactinia schweinitzii Lév., 1851 (Erysiphaceae) | - Physarum schweinitzii Berk., 1873, azi Oligonema schweinitzii, G.W.Martin, 1947 (Trichiaceae) - Polyporus schweinitzii Fr., 1821, azi Phaeolus schweinitzii Pat., 1900 (Fomitopsidaceae) - Schizoxylon schweinitzii Sherwood, 1977 (Stictidaceae) - Septobasidium schweinitzii Burt, 1916 (Septobasidiaceae) - Sphaeria schweinitzii Fr. 1828, azi Hypocrea schweinitzii Sacc. 1883, (Hypocreaceae) - Sphaeropsis schweinitzii Ellis & Everh., 1895, o anamorfă (Pezizomycotina) - Sporotrichum schweinitzii Sacc., 1886, o anamorfă (Laetiporus) - Thelephora schweinitzii Peck, 1878, azi Tremellodendron schweinitzii G. F. Atk., 1902 (Sebacinaceae) - Trematosphaeria schweinitzii Ellis & Everh., 1895 (Trematosphaeriaceae) - Ustilago schweinitzii Tul. & C.Tul., 1847 (Ustilaginaceae) - Valsa schweinitzii Nitschke, 1870 (Valsaceae) - Vernonia schweinitzii, plantă, Steud., 1841 (Asteraceae) - Xylaria schweinitzii Berk. & M.A.Curtis, 1854 (Xylariaceae) |

## Galerie de imagini 1

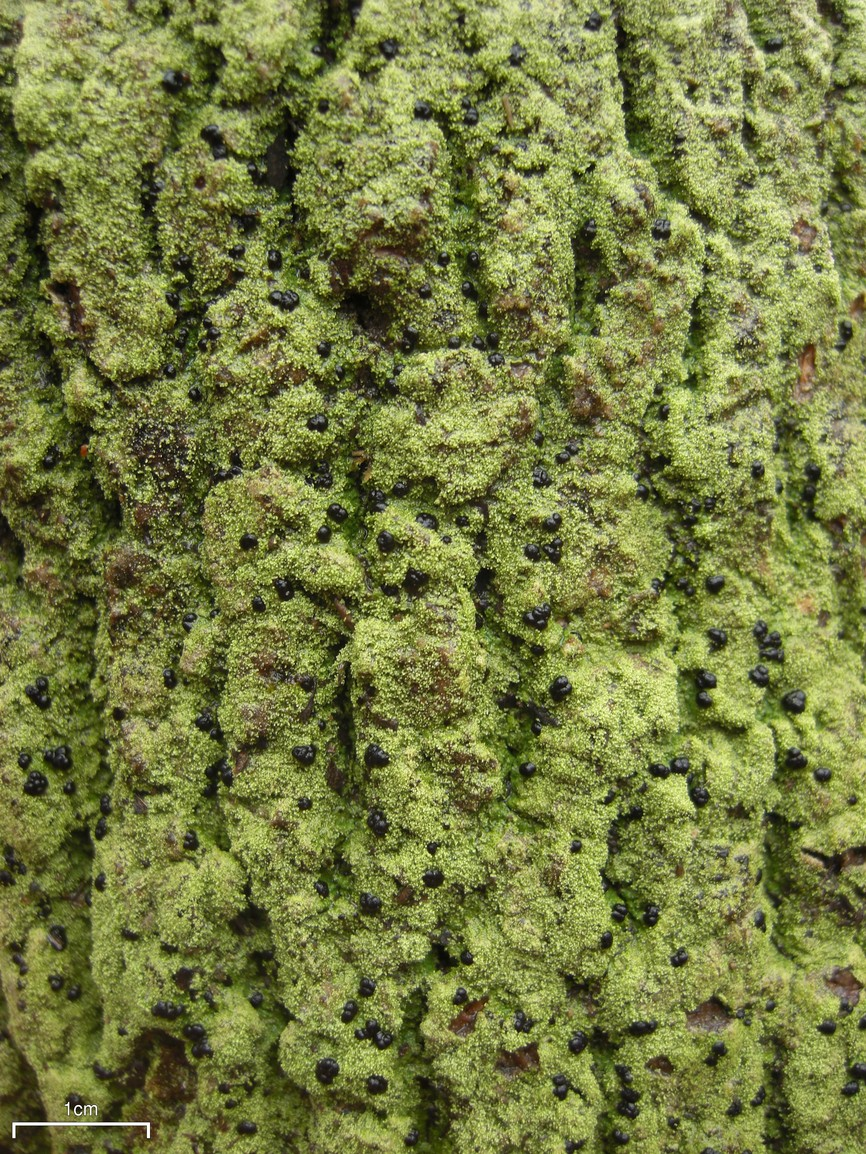
Bacidia schweinitzii
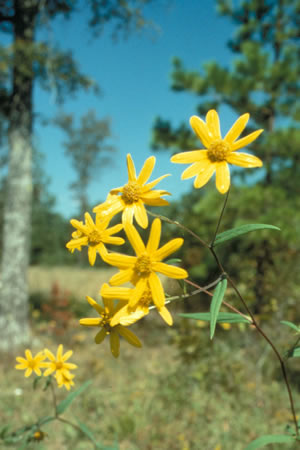
Helianthus schweinitzii
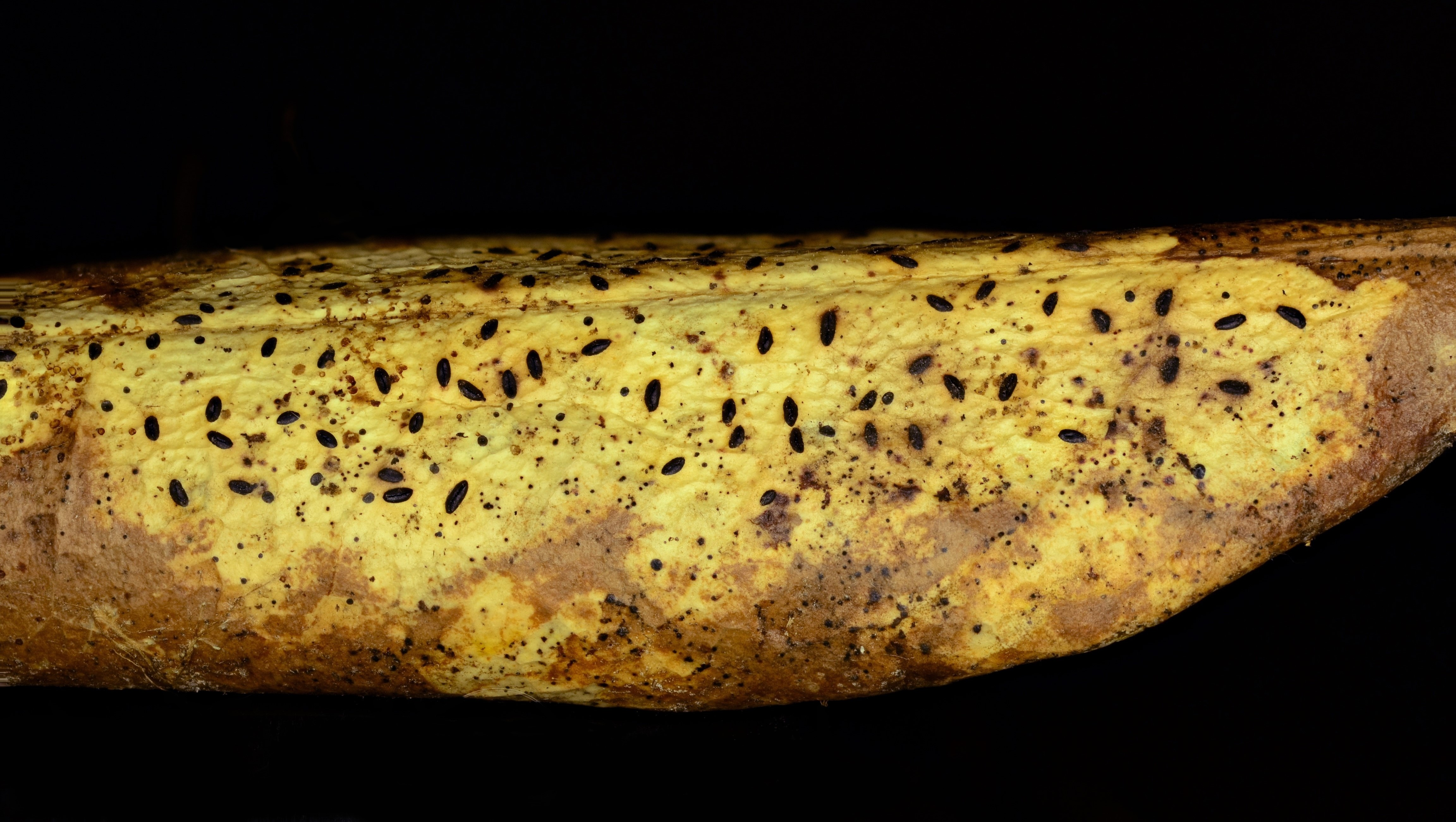
Lophodermium schweinitzii
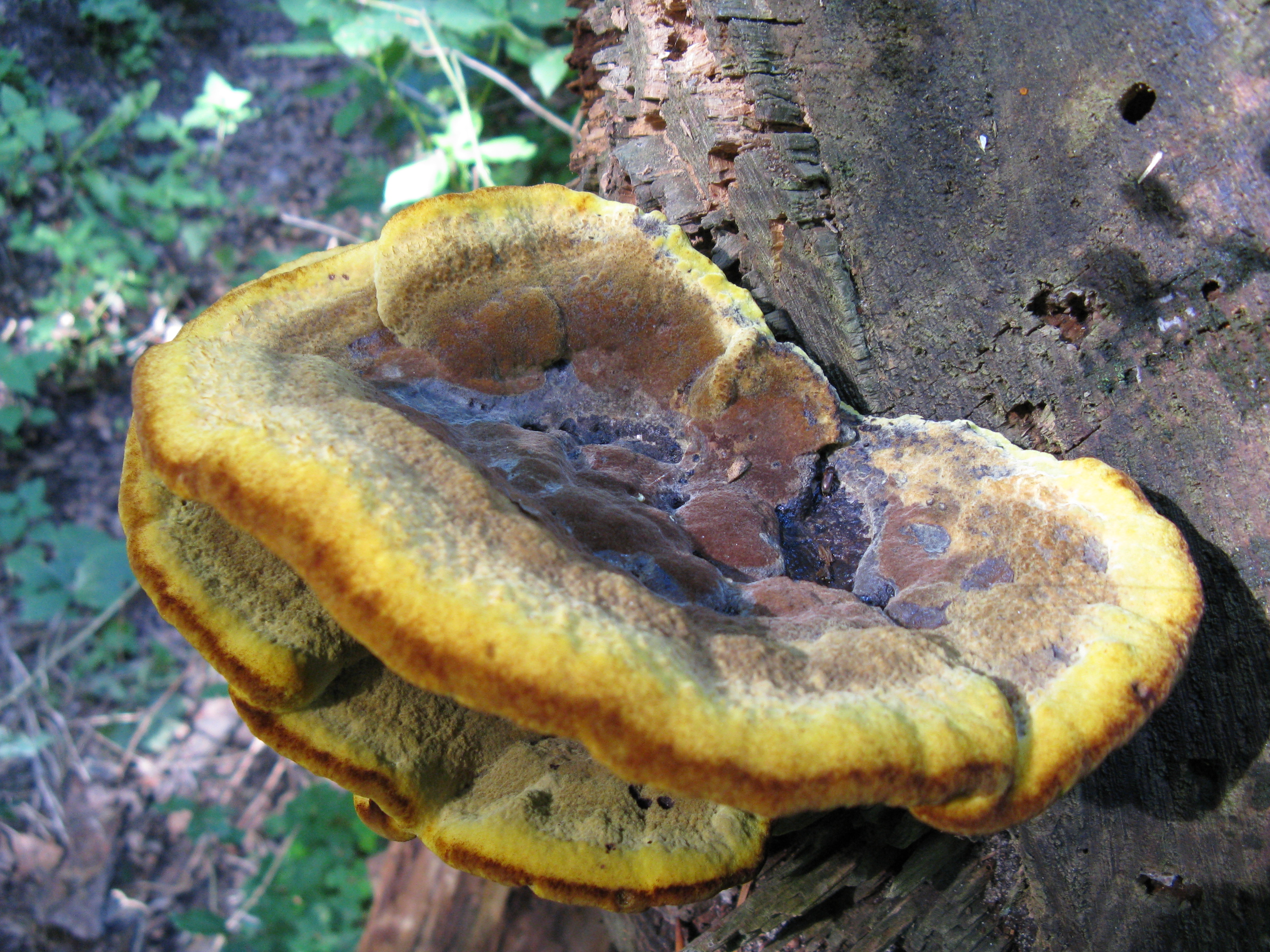
Phaeolus schweinitzii
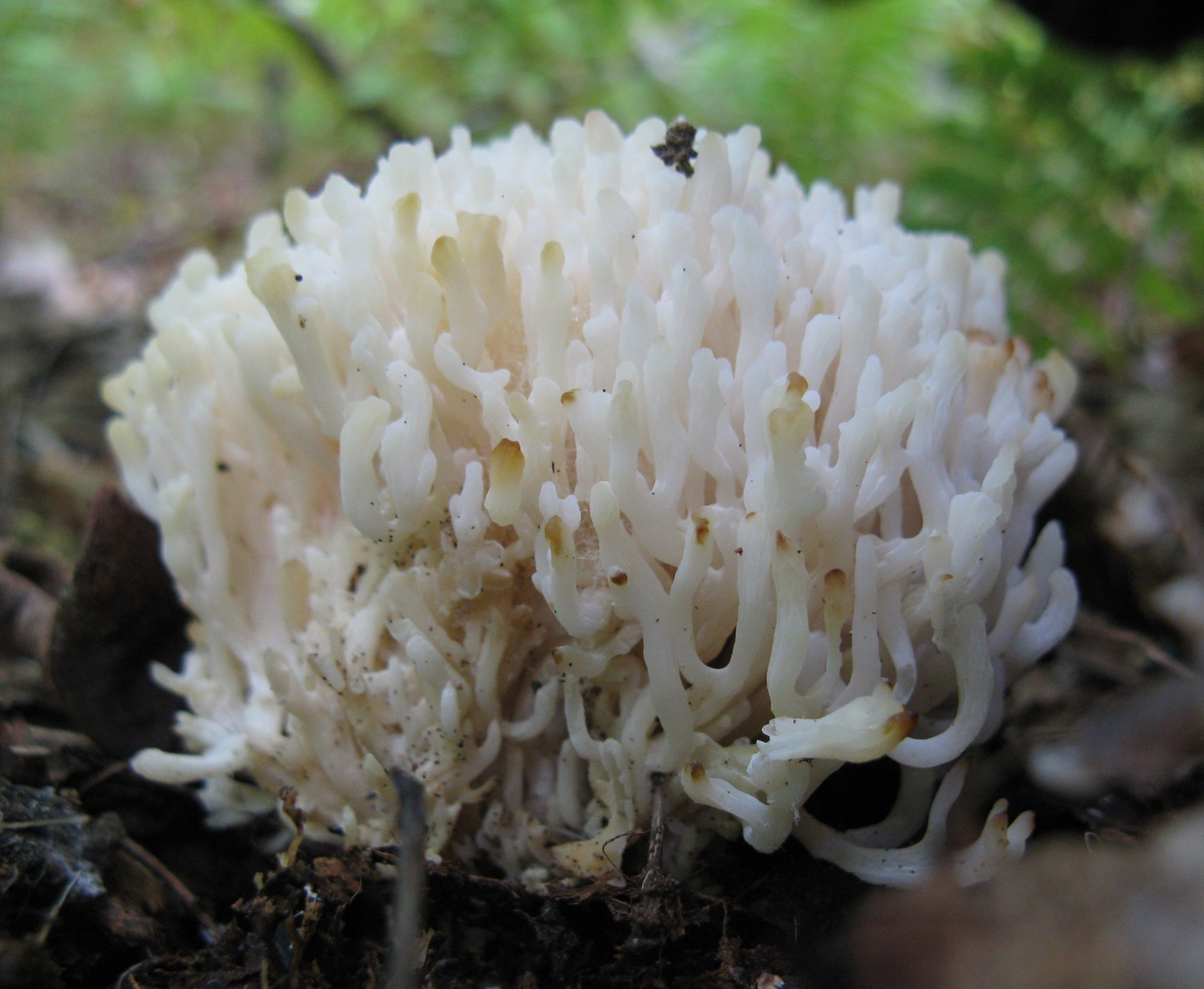
Sebacina schweinitzii
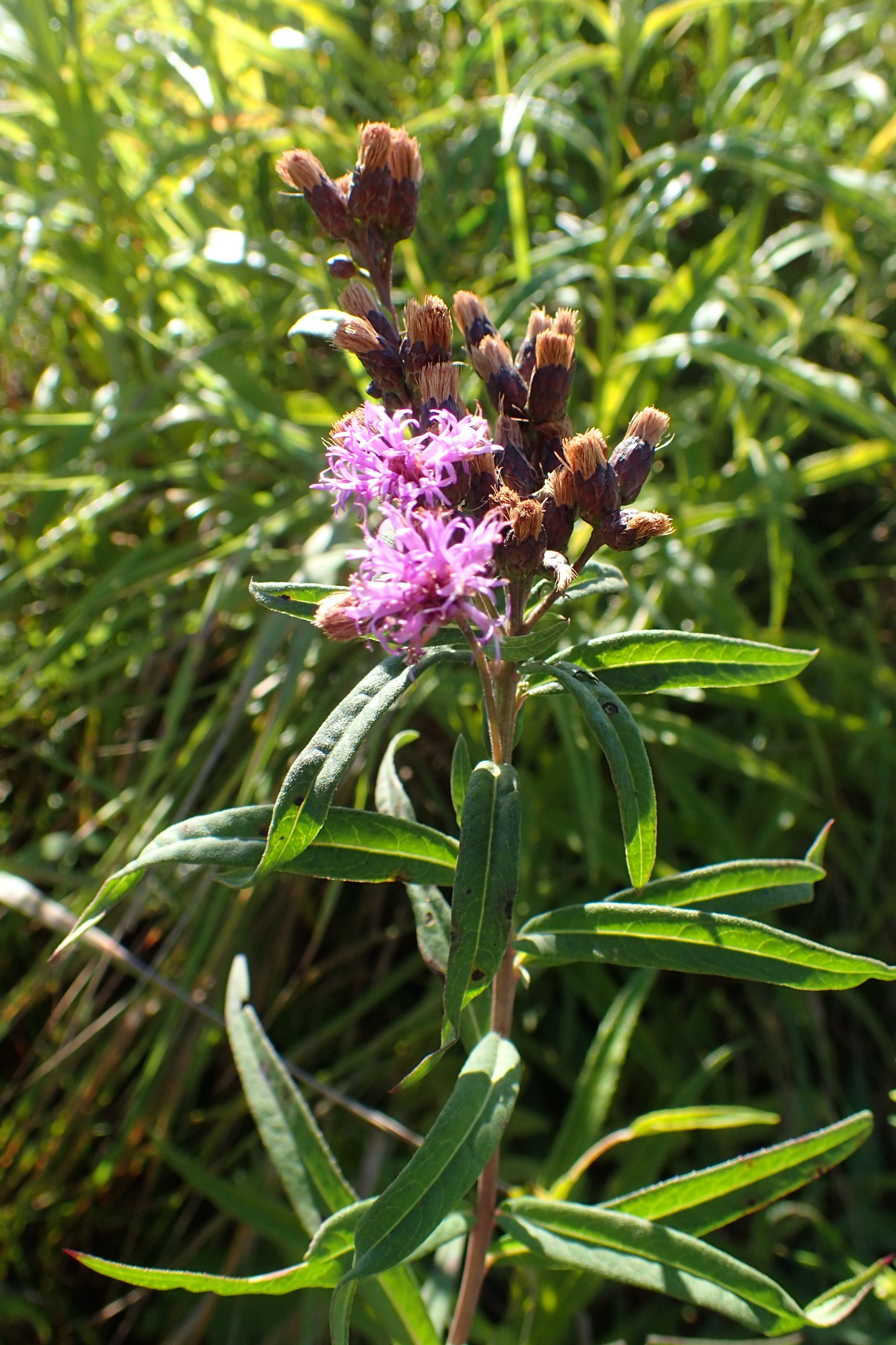
Vernonia schweinitzii

## Specii descrise de Schweinitz (selecție mică)
| - Agaricus bulliardii var. squamulosus (Alb. & Schwein. (1805) - Albatrellus confluens (Alb. & Schwein., 1805) Kotl. & Pouzar (1957) - Amanita porphyria Alb. & Schwein. (1805) - Anixia interrupta (Schwein., 1832) - Anthracobia melaloma (Alb. & Schwein., 1805) Boud. (1893) - Apiosporina morbosa (Schwein., 1822) Arx (1954) - Arachnion, gen, Schwein. (1822) - Arachnion album Schwein. (1822) - Aureoboletus betula (Schwein., 1822) M.Kuo & B.Ortiz (2020) - Boletinellus merulioides (Schwein., 1832) Murrill (1909) - Botryosphaeria obtusa (Schwein., 1832) Shoemaker (1964) - Botryosphaeria quercuum (Schwein., 1832) Sacc. (1882) - Calvatia craniiformis (Schwein., 1832) De Toni (1888) - Carex deweyana (plantă) Schwein. (1824) | - Cyathus stercoreus (Schwein., 1832) De Toni (1888) - Cyphella digitalis Alb. & Schwein. (1822) - Cystodermella cinnabarina (Alb. & Schwein., 1805) Harmaja (2002) - Dacryopinax spathularia (Schwein., 1822) G.W.Martin (1948) - Diderma effusum (Schwein., 1832) Morgan (1894) - Erysiphe syringae Schwein., 1832 - Exidia saccharina (Alb. & Schwein., 1805) Schwein. (1822) - Faerberia carbonaria (Alb. & Schwein., 1805) Pouzar (1981) - Galiella rufa (Schwein., 1832) Nannf. & Korf (1957) - "Ganoderma lobatum" (Schwein., 1822) G.F.Atk. (1908) - Geastrum minimum Schwein., 1822 - Geopyxis carbonaria (Alb. & Schwein., 1805) Sacc. (1889) - Gibberella zeae (Schwein., 1832) Petch (1936) | - Globifomes graveolens (Schwein., 1832) Murrill (1904) - Gymnoconia nitens (plantă) (Schwein., 1822) F.Kern & Thurst. (1929) - Hygrocybe cantharellus (Schwein.) Murrill (1911) - Hygrophorus camarophyllus (Alb. & Schwein., 1805) Dumée, Grandjean & Maire (1912) - Hypomyces lactifluorum (Schwein., 1822) Tul. & C.Tul. (1860) - Lactarius indigo Schwein., 1822 Fr. 1838 - Lopharia cinerascens (Schwein., 1832) G.Cunn. (1956) - Mucronella calva (Alb. & Schwein., 1805) Fr. (1874) - Multiclavula vernalis (Schwein., 1822) Corner (1950) - Mycena sanguinolenta (Alb. & Schwein., 1805) P.Kumm. (1871) - Myrothecium verrucaria (Alb. & Schwein., 1805) Ditmar (1813) - Naematelia aurantia (Schwein., 1822) Burt (1921) - Peniophora albobadia (Schwein., 1822) Boidin (1961) - Phlebia coccineofulva Schwein., 1832 | - Phlebia incarnata (Schwein., 1832) Nakasone & Burds. (1984) - Phlebia subochracea (Alb. & Schwein., 1805) J.Erikss. & Ryvarden (1976) - Phylloporus rhodoxanthus (Schwein., 1822) Bres. (1900) - Polyporus badius (Pers.) Schwein. (1832) - Polyporus radicatus (Schwein., 1832) - Pisolithus, gen, Alb. & Schwein. (1805) - Punctularia strigosozonata (Schwein., 1832) Talbot (1958) - Rhodocollybia maculata ((Alb. & Schwein., 1805) Singer (1939) - Rhytisma vitis Schwein., 1832 - Ripartites tricholoma (Alb. & Schwein., 1805) P.Karst. (1879) - Sarcoscypha occidentalis (Schwein., 1832) Sacc. (1889) - Sarcodontia crocea (Schwein., 1832) Kotl. (1953) - Stegocintractia junci (Schwein., 1832) M.Piepenbr. (2000) - Turbinellus floccosus (Schwein., 1805) : Earle) Giachini & Castellano (2011) - Urnula craterium (Schwein., 1822) Fr. (1851) |

## Galerie de imagini 2

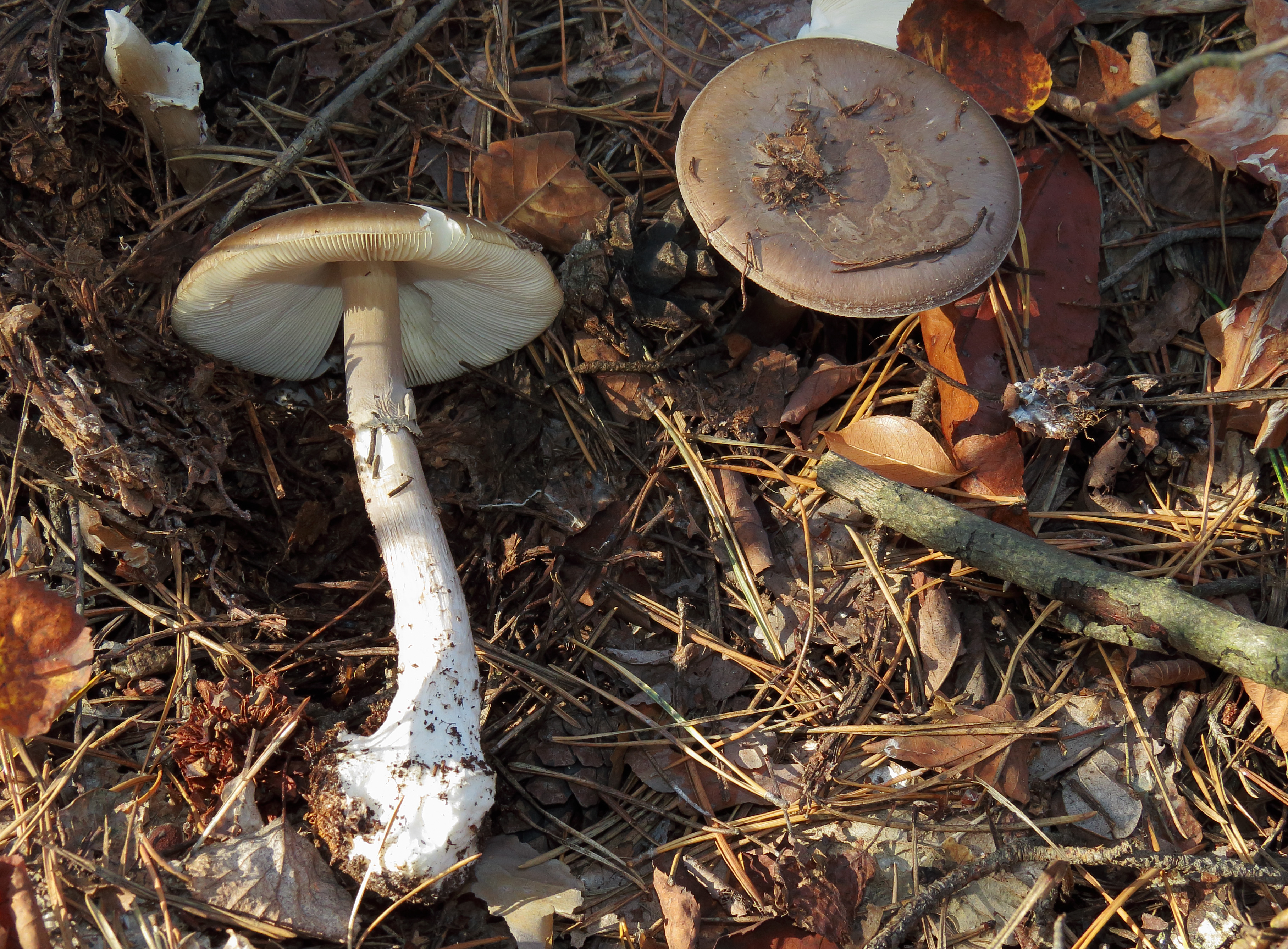
Amanita porphyria
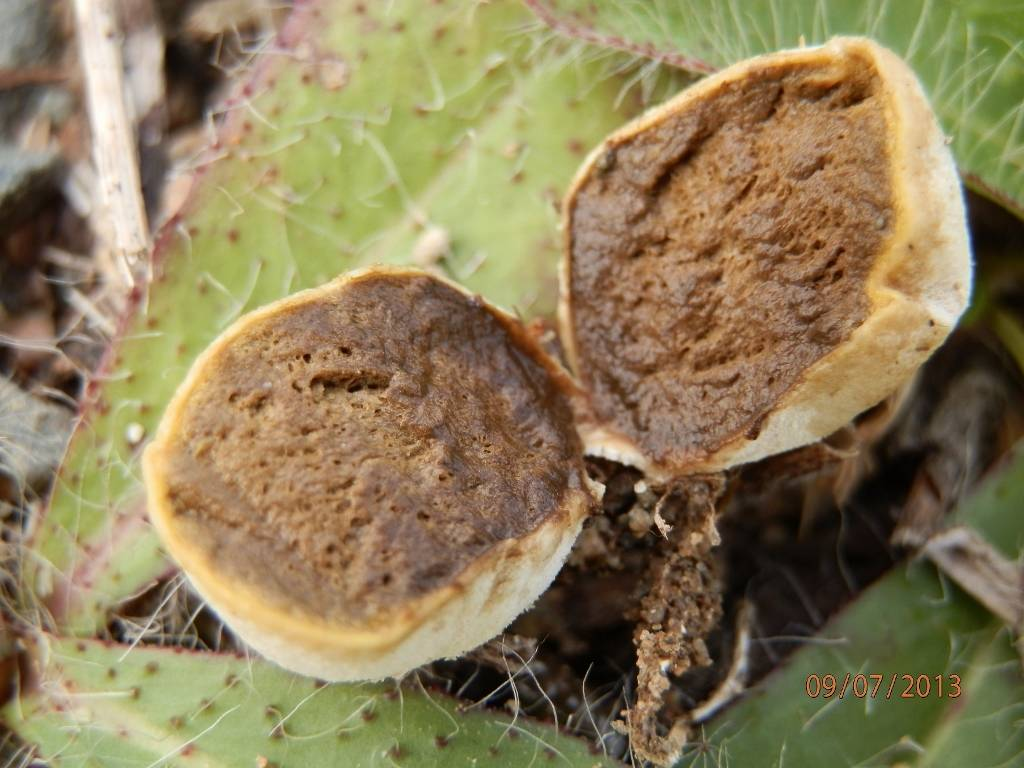
Arachnion album
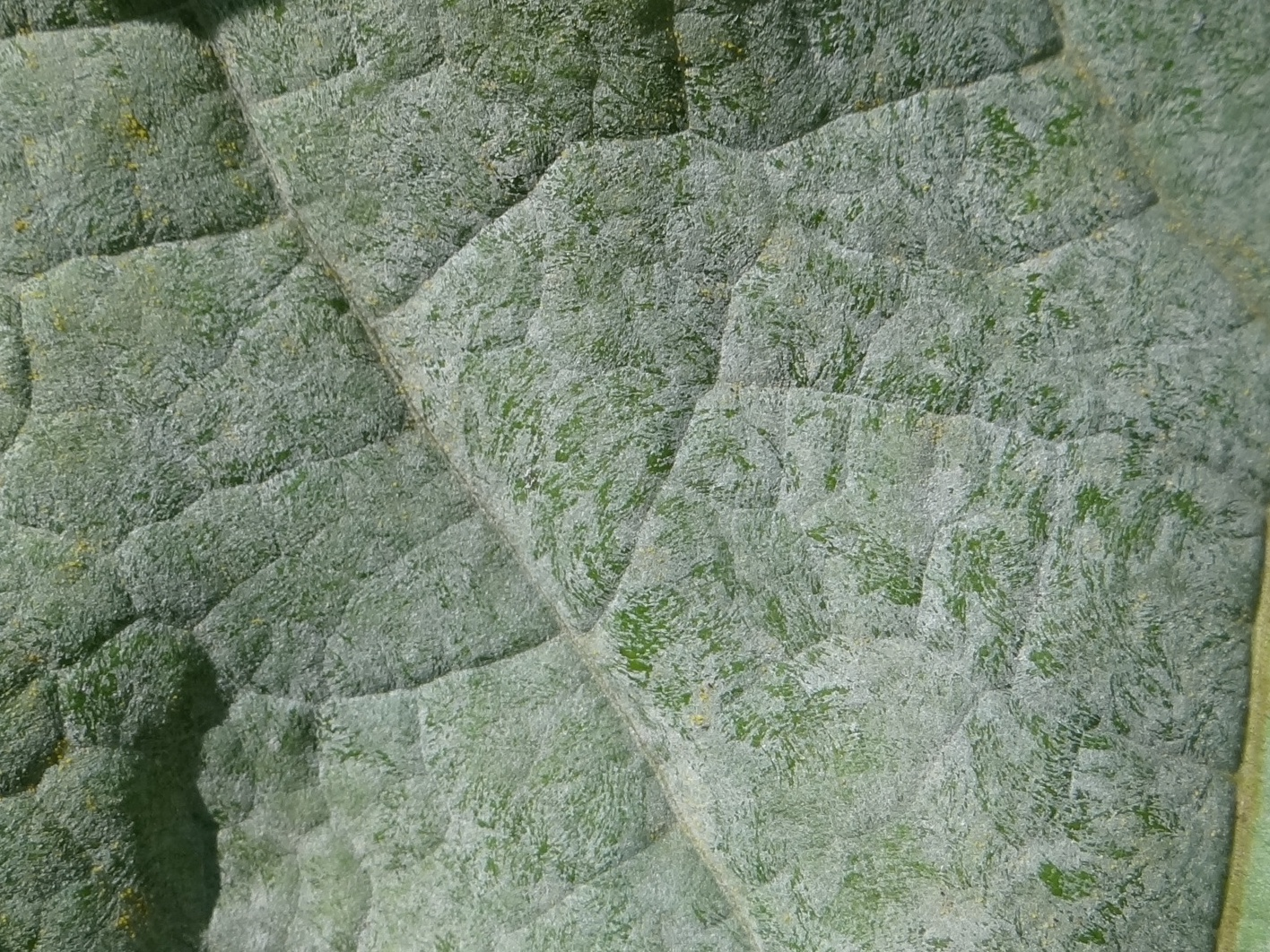
Erysiphe syringae
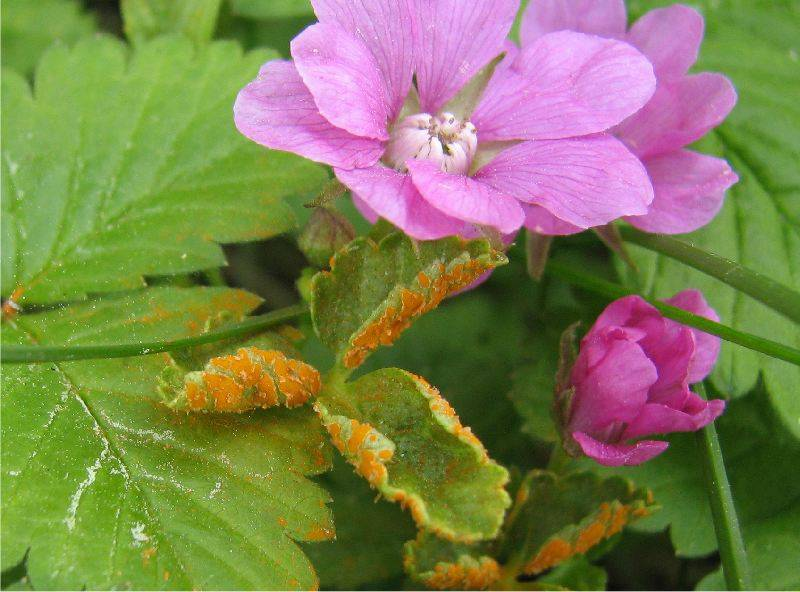
Gymnoconia nitens
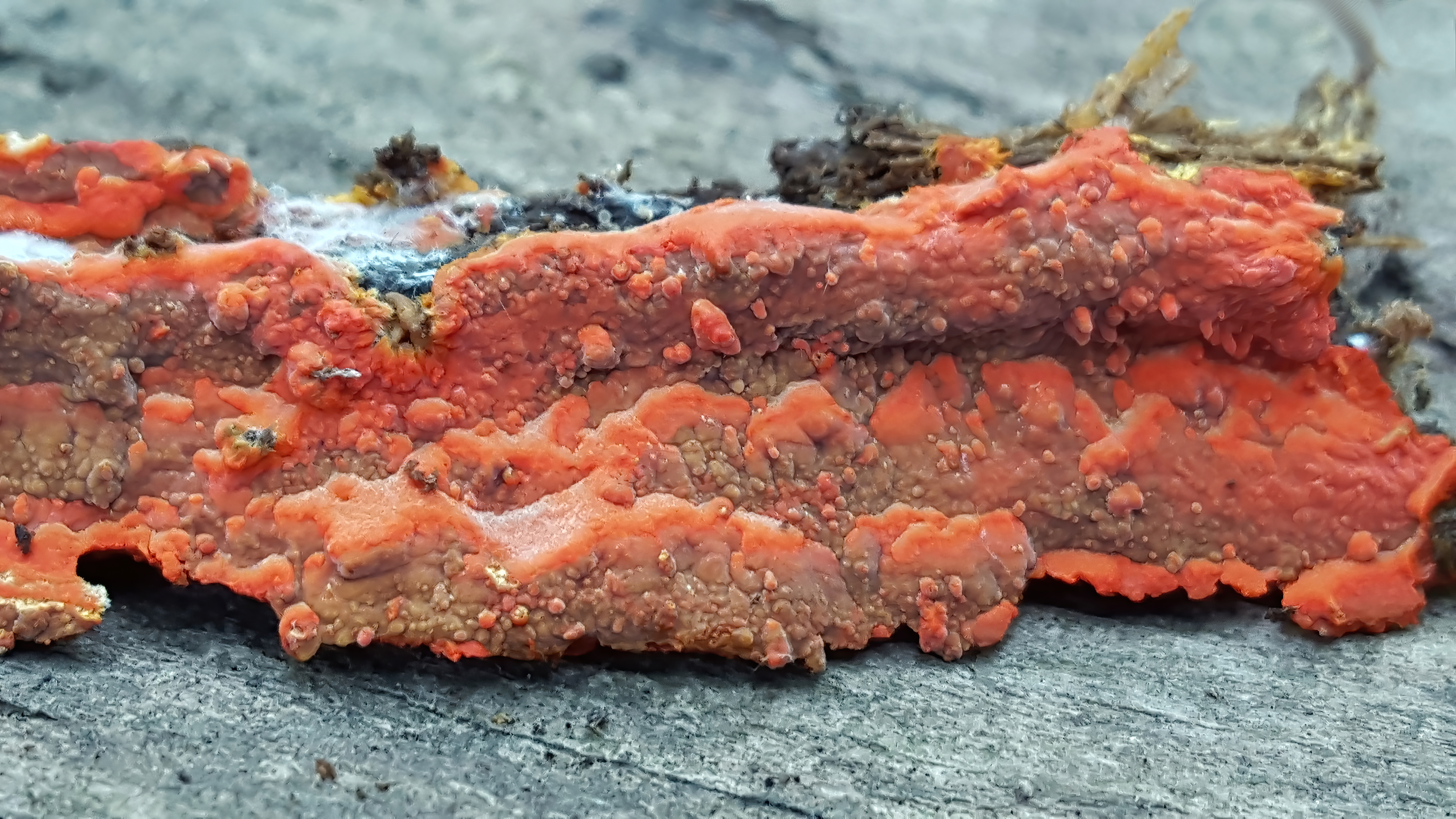
Phlebia coccineofulva
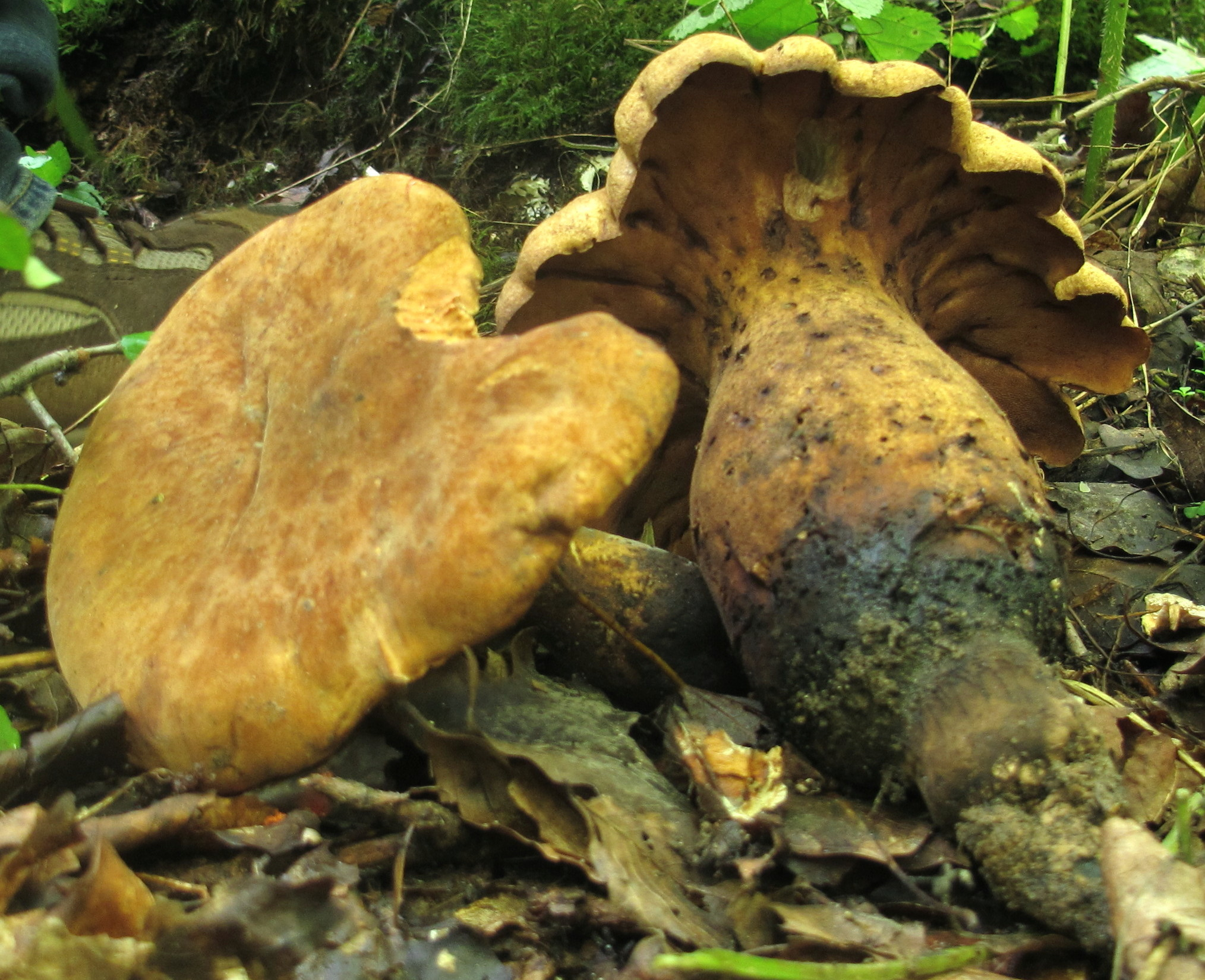
Polyporus radicatus

## Publicații (selecție)

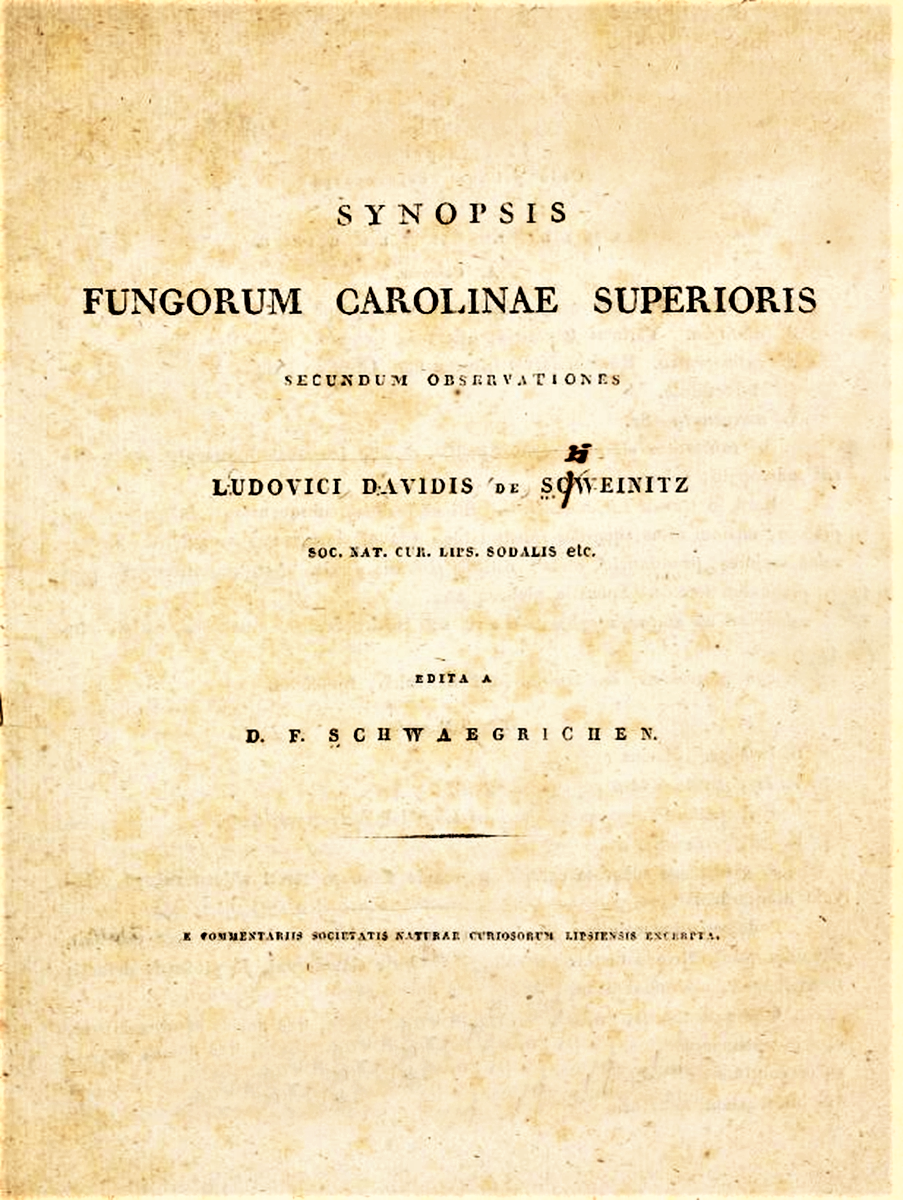
Schwein.: Synopsis Carolinae Superioris, 1822

- Conspectus Fungorum in Lusatiæ superioris agro Nieskiensi crescentium e methodo Persooniana. Cum tabulis XII, æneis pictis, species nova XCIII sistendibus, 5 volume, Editura Sumtibus Kummerianis, Leipzig 1805, împreună cu J. B. von Albertini
- Specimen florae Americae Septentrionalis Cryptogamicae; sistens: Muscos hepaticos huc usque in Am. Sept. Observatos, Editura Raleigh, Printed by J. Gales, Salem 1821
- Synopsis Fungorum Carolinae Superioris”, 2 volume, Editura F. Schwaegrichen, Leipzig 1822
- Attempt of a Monography of the Linneaen Genus Viola, comprising all the Species hitherto observed in North-America in The American Journal of Science, and Arts, vol. 5, 1822, p. 46-81
- Description of a number of new American species of Sphaeriae, în: Journal of the Academy of Natural Sciences of Philadelphia, vol. 5, 1825, p. 3-17
- "Synopsis Fungorum in America Boreali Media Digentium", în: Transactions of the American Philosophical Society, vol 4, 1832, p. 141-318